# 土屋守章
土屋 守章（つちや もりあき、1934年10月26日 - 2010年8月2日）は、日本の経営学者。学位は、経済学博士（東京大学・1963年）。東京大学名誉教授。

## 人物
1934年10月26日、神奈川県逗子市生まれ。1953年、神奈川県立湘南高等学校卒業。1957年、東京大学経済学部卒業。1963年、東京大学大学院社会科学研究科課程修了。東京大学より経済学博士の学位を取得。
1963年、東京大学経済学部助手。1965年、同経済学部助教授。1978年、同経済学部教授。1993年、日本生産性本部経営アカデミー学長。1995年、東京大学名誉教授、東京経済大学経営学部・経営学研究科教授。1996年、経営研究所所長。2001年、日本経営品質学会初代会長。2005年LEC東京リーガルマインド大学会計大学院（現・LEC会計大学院）教授、2008年東洋学園大学大学院現代経営研究科教授。
この他に、組織学会理事、研究計画学会評議員などを歴任。
2010年8月2日、心筋梗塞のために逝去。叙従四位、瑞宝中綬章追贈。

## 著書

### 単著
- 『ハーバード・ビジネス・スクールにて』（中央公論社［中公新書］, 1974年）
- 『現代企業入門』（日本経済新聞社［日経文庫］, 1979年）
- 『企業の社会的責任』（税務経理協会, 1980年）
- 『企業と戦略――事業展開の論理』（日本リクルートセンター出版部, 1984年）
- 『現代企業論』（税務経理協会, 1991年）
- 『現代経営学入門』（新世社, 1994年）

### 共著
- （間宏）『われわれにとって企業とは何か』（東洋経済新報社, 1976年）
- （許斐義信）『これからの日本的経営――危機をどう乗り超えるか』（日本放送出版協会, 1995年）
- （岡本久吉）『コーポレート・ガバナンス論――基礎理論と実際』（有斐閣, 2003年）
- （関町肇）『実践VSET経営戦略策定法――ものごとを成し遂げる「勝利の方程式」』（同友館, 2005年）

### 編著
- 『現代経営学（2）現代の企業戦略――成長と生き残りのための理論』（有斐閣, 1982年）
- 『技術革新と経営戦略――ハイテク時代の企業行動を探る』（日本経済新聞社, 1986年）
- 『現代経営学（11）経営史――西洋と日本』（有斐閣, 1994年）

### 共編著
- （富永健一）『企業行動とコンフリクト』（日本経済新聞社, 1972年）
- （今井賢一）『現代日本の企業と社会』（日本経済新聞社, 1975年）
- （諸井勝之助）『企業と社会』（東京大学出版会, 1979年）
- （森川英正）『企業者活動の史的研究――中川敬一郎先生還暦記念』（日本経済新聞社, 1981年）
- （飯沼光夫・増田祐司）『ハイテクノロジー・マネジメント――高度先端技術時代の企業戦略・日米欧』（日刊工業新聞社, 1983年）
- （小林規威・宮川公男）『現代経営事典』（日本経済新聞社, 1986年）
- （三輪芳朗）『日本の中小企業』（東京大学出版会, 1989年）
- （二村敏子）『現代経営学（4）現代経営学説の系譜――変転する理論の科学性と実践性』（有斐閣, 1989年）

### 訳書
- T・A・ペティット『企業モラルの危機――会社は何を問われているか』（ダイヤモンド社, 1969年）
- J・G・マーチ,H・A・サイモン『オーガニゼーションズ』（ダイヤモンド社, 1977年）
- R・E・マイルズ, C・C・スノー『戦略型経営――戦略選択の実践シナリオ』（ダイヤモンド社, 1983年）
- ロレンス・シェイムズ『ザ・ビッグタイム――アメリカ企業の栄光と挫折』（NTT出版, 1989年）
- チャールズ・ワイズマン『戦略的情報システム――競争戦略の武器としての情報技術』（ダイヤモンド社, 1989年）

## 脚註
1. 1 2 3 4 5 6 7 8 9 10 11 12 13 14 15 16  「-土屋守章先生追悼文集-土屋守章先生事績」『LEC会計大学院紀要』第8巻、ＬＥＣ会計大学院紀要編集委員会、2011年3月、153-156頁、doi:10.24660/lecgsa.8.0_153。
2. ↑  新宅純二郎「土屋守章先生の業績」『現代経営経済研究　第2巻第4・5合併号』東洋学園大学現代経営学部、2011.5、133頁以下
3. ↑  “土屋守章・東京大名誉教授が死去”.   日本経済新聞 (2010年8月6日). 2021年1月19日閲覧。
4. ↑  『官報』第5389号、平成22年9月2日